# Slaget vid Norderhov
Slaget vid Norderhov var en skärmytsling som ägde rum i Norderhov i Ringerike kommun under det stora nordiska kriget. Striden stod mellan norska och svenska dragoner natten till den 29 mars 1716, som slutade med en svensk förlust.